# Psittacanthus clusiifolius
Psittacanthus clusiifolius är en tvåhjärtbladig växtart som först beskrevs av Carl Ludwig von Willdenow, och fick sitt nu gällande namn av August Wilhelm Eichler. Psittacanthus clusiifolius ingår i släktet Psittacanthus och familjen Loranthaceae. Inga underarter finns listade i Catalogue of Life.